# Гамес, Хуан Хосе
Хуан Хосе Гамес Ривера (исп. Juan José Gámez Rivera; 8 июля 1939, Пунтаренас, Коста-Рика — 25 сентября 1997, Перес-Селедон, Коста-Рика) — коста-риканский футболист и тренер.

## Карьера
Всю свою взрослую карьеру провел в клубе «Алахуэленсе», в составе которого четырежды становился чемпионом страны.Провел более двухсот матчей в элитной местной лиге и 121 международную игру.
На протяжении долгих лет вызывался в расположение сборной Коста-Рики. За нее Гамес сыграл 45 матчей и забил семь голов.
В качестве тренера возглавлял «Алахуэленсе», «Картахинес» и ряд других клубов страны. Дважды (в 1976 и в 1993 гг.) являлся наставником сборной страны.

## Достижения

### Футболиста
- Чемпион наций КОНКАКАФ (1): 1963.
- Бронзовый призер Чемпионата наций КОНКАКАФ (1): 1965.
- Чемпион Коста-Рики (29): 1959, 1960, 1966, 1970.

### Тренера
- Чемпион Коста-Рики (1): 1990/91.

## Смерть
Хуан Хосе Гамес скончался 25 сентября 1997 года после сердечного приступа. У него осталась жена и пятеро детей.